# Стадион Реј
Стадион Реј (фр. Stade du Ray, Stade Municipal du Ray) био је фудбалски стадион у Ници. Био је домаћин ФК Нице од 1927. до затварања 2013. године. Капацитет стадиона износио је 17.415 места.